# La Düsseldorf
La Düsseldorf est un groupe de rock allemand formé à Düsseldorf par Klaus Dinger, ancien batteur de Neu! et de Kraftwerk, et son frère Thomas Dinger, également batteur.

## Biographie
Le groupe est fondé par Klaus Dinger en 1975 après la séparation de Neu!. Les trois albums du groupe se vendront à plus d'un million d'exemplaires